# نيمانيا زيفكوفيتش
نيمانيا زيفكوفيتش هو لاعب كرة قدم صربي في مركز الوسط، ولد في 24 يناير 1995 في بلغراد في صربيا. لعب مع FK Javor Ivanjica ‏.

## وصلات خارجية
- نيمانيا زيفكوفيتش على موقع قاعدة بيانات كرة القدم.إي يو (الإنجليزية)
- نيمانيا زيفكوفيتش على موقع Soccerway.com (الإنجليزية)